# Città del Lago
Città del Lago (Pontelagolungo nella prima traduzione italiana per la Adelphi, Lake-town in originale, Esgaroth in sindarin) è una località di Arda, l'universo immaginario fantasy creato dallo scrittore inglese J. R. R. Tolkien. Compare nel romanzo Lo Hobbit.
Costruita interamente in legno, su palafitte poste sul fondo del Lago Lungo, a sud di Erebor (la Montagna Solitaria) e ad est di Bosco Atro, Esgaroth è una città-stato indipendente con a capo un Governatore.

## Caratteristiche
Grazie alla sua fortunata posizione, Pontelagolungo è una città dedita al commercio di oro, materiali preziosi e anche alimenti.
La principale meta commerciale è il Regno degli Elfi Silvani di Bosco Atro con cui commerciano mele, burro e vino attraverso la navigazione sul Fiume Selva.

## NeLo Hobbit
Ne Lo Hobbit, la compagnia dei nani, prigioniera di Thranduil, re degli elfi silvani di Bosco Atro, fugge dal reame elfico all'interno dei barili vuoti che contenevano i viveri per le cucine del palazzo reale. I barili vengono gettati nel fiume Selva dove raggiungono il Lago Lungo e Esgaroth. I nani e Bilbo escono dai barili e vengono accolti calorosamente dagli uomini di Pontelagolungo. Il governatore della città fornisce loro un alloggio e successivamente pony e provviste per il loro viaggio verso la Montagna Solitaria.